# W. Haydon Burns
William Haydon Burns, född 17 mars 1912 i Chicago, Illinois, död 22 november 1987 i Jacksonville, Florida, var en amerikansk demokratisk politiker. Han var borgmästare i Jacksonville 1949-1965. Han var den 35:e guvernören i delstaten Florida 1965-1967.
Burns utexaminerades från Babson College. Han tjänstgjorde i marinministerns stab under andra världskriget som officer i flottan. Han efterträdde 1949 Frank Whitehead som borgmästare i Jacksonville. Han omvaldes fyra gånger. Han avgick 1965 som borgmästare för att efterträda C. Farris Bryant som guvernör. Efter två år som guvernör efterträddes Burns av republikanen Claude Roy Kirk.